# Napeanthus ecuadorensis
Napeanthus ecuadorensis är en tvåhjärtbladig växtart som beskrevs av Karl Fritsch. Napeanthus ecuadorensis ingår i släktet Napeanthus och familjen Gesneriaceae. Inga underarter finns listade i Catalogue of Life.